# Synchiropus altivelis
Synchiropus altivelis es una especie de peces de la familia Callionymidae en el orden de los Perciformes.

## Morfología
• Los machos pueden llegar alcanzar los 17 cm de longitud total y las hembras 13.

## Hábitat
Es un pez de mar y de aguas profundas y demersal que vive entre 70-600 m de profundidad.

## Distribución geográfica
Se encuentra en Australia, la China, Indonesia, el Japón, Corea, Malasia, Nueva Caledonia, las Seychelles, Taiwán y el Vietnam.

## Observaciones
Es inofensivo para los humanos